# SDSS J122859.92+104033.0
SDSS J122859.92+104033.0 は、地球からおとめ座の方向約413光年の距離にある白色矮星。2019年に微惑星の存在が確認された。これは、既知の系外惑星の中では最小級のものである。

## 物理的特徴
スペクトル線の特徴から、白色矮星としては水素と金属元素が豊富な外層または大気を持つことが判明している。周囲にガスに富んだ円盤が存在する。

## 惑星系
2019年4月に、スペクトル線中に見られるカルシウムイオンの輝線の変化から、軌道長半径500万 km、公転周期123.4分の軌道で白色矮星を周回する微惑星が存在しているとする説が発表された。この微惑星は、白色矮星の潮汐力で地殻やマントルを剥ぎ取られて鉄のコアだけが残されたものと想定され、その場合、白色矮星の潮汐力に打ち勝って形状を保てる密度から、微惑星のサイズは2 - 600 km程度と考えられている。
| 名称 （恒星に近い順） | 質量 | 軌道長半径 （天文単位） | 公転周期 (日)      | 軌道離心率 | 軌道傾斜角 | 半径                       |
| --------------------- | ---- | ----------------------- | ------------------ | ---------- | ---------- | -------------------------- |
| SDSS J1228+1040 b     | —    | 0.0034 (±0.00005)       | 0.0857 (± 0.00021) | ≃0.54      | —          | 0.0009+0.0045 −0.000758 RJ |